# Café Society (película de 2016)
Café Society es una película de comedia romántica estadounidense del 2016, escrita y dirigida por Woody Allen. La película está protagonizada por Jeannie Berlin, Steve Carell, Jesse Eisenberg, Blake Lively, Parker Posey, Kristen Stewart, Corey Stoll y Ken Stott. La película tuvo su estreno en el Festival de Cannes el 11 de mayo de 2016, y fue estrenada en Estados Unidos el 15 de julio de 2016 por Amazon Studios y Lionsgate.

## Sinopsis
En la década de 1930, Bobby Dorfman (Jesse Eisenberg) es el hijo más joven de una familia judía en la ciudad de Nueva York, su hermana mayor Evelyn es una maestra de escuela casada, mientras que su hermano mayor Ben es un gánster. Descontento de trabajar para su padre, un joyero, Bobby decide mudarse a Hollywood, donde asume un trabajo en la realización de diligencias para su tío Phil (Steve Carell), un poderoso agente de talentos. 
Phil presenta a Bobby a su secretaria Verónica, apodada Vonnie (Kristen Stewart), quien tiene la tarea de ayudar a Bobby a instalarse en Hollywood. Bobby se siente atraído por su sencillez a diferencia de la mayoría de las mujeres jóvenes que viven en Hollywood, y se enamora profundamente de ella. Ella rechaza sus avances y le dice que tiene un novio periodista llamado Doug, pero en realidad, "Doug" es el tío Phil, con quien Vonnie está teniendo un romance ilícito, ya que él es un hombre casado, quien promete divorciarse de su esposa y casarse con ella en el futuro, y finalmente se casan.
Un Bobby desconsolado regresa a la ciudad de Nueva York donde comienza a dirigir un club nocturno de alto nivel con su hermano gánster, Ben (Corey Stoll). Pronto se convierte en un lugar de reunión famoso para los ricos y poderosos, desde políticos hasta pandilleros. Bobby se encuentra con la divorciada Verónica Hayes (Blake Lively) en el club nocturno y comienzan a salir, pronto se casan y forman una familia juntos en Nueva York. 
En una visita prolongada a Nueva York, su tío Phil y Vonnie, ahora felizmente casados, se detienen en el club nocturno Café Society e insisten en ver a Bobby. Vonnie se ha convertido ahora en una pretenciosa promotora de nombres de famosos de Hollywood y Bobby al principio se siente incómodo con ella. Sin embargo, él acepta mostrarle Nueva York, como había hecho una vez ella por él en Hollywood. Pasan una noche sin Phil, visitan los lugares favoritos de Bobby y cuando amanece en Central Park, comparten un beso, pero está claro que ellos no pueden ir más lejos.
La hermana de Bobby, Evelyn (Sari Lennick) le pide a su hermano Ben que es amigo de la mafia, hable con su desagradable vecino porque siempre los molesta con la música en alto volumen, Ben lo mata y es descubierto por otros delitos. Es arrestado y condenado a muerte por asesinato y crimen organizado. Poco antes de ir a la silla eléctrica, se convierte al cristianismo, mortificando a sus padres judíos. La notoriedad de su difunto hermano impulsa al club nocturno a nuevas alturas y Bobby viaja a Los Ángeles para contemplar la posibilidad de abrir en el futuro una versión del club en Hollywood, pero regresa pronto a Nueva York. 
Meses más tarde, en la víspera de Año Nuevo, Bobby y Vonnie están separados, Bobby convertido ahora en un hombre de éxito por las amistades de su hermano en la ciudad de Nueva York, organiza festividades de fin de año en su club nocturno y Vonnie al mismo tiempo con su esposo en una fiesta privada en una casa de Hollywood. A medida que se acerca el año nuevo, ambos parecen distantes de sus cónyuges y ambos tienen una mirada lejana en sus ojos.

## Reparto
- Jesse Eisenberg como Bobby Dorfman.
- Kristen Stewart como Vonnie.
- Steve Carell como Phill.
- Blake Lively como Veronica.
- Parker Posey como Rad.
- Jeannie Berlin como Rose.
- Corey Stoll como Ben.
- Ken Stott
- Anna Camp como Candy.
- Sheryl Lee como Karen Stern.
- Paul Schneider
- Tony Sirico como Vito.
- Stephen Kunken
- Sari Lennick como Evelyn Dorfman.
- Max Adler como Walt.
- Don Stark como Sol.
- Gregg Binkley como Mike.
- Woody Allen como Narrador (voz).[5]

## Producción
El 9 de marzo de 2015, Jesse Eisenberg, Bruce Willis y Kristen Stewart se unieron al elenco de la próxima película de Woody Allen, que sería producida por Letty Aronson, Stephen Tenenbaum, y Edward Walson. El 6 de mayo de 2015, Blake Lively se unió al elenco, seguido por Parker Posey a mediados de julio. El 4 de agosto de 2015, se añadió más reparto, incluyendo a Jeannie Berlin, Corey Stoll y Ken Stott, junto con Anna Camp, Stephen Kunken, Sari Lennick y Paul Schneider. En agosto, Tony Sirico fue elegido para interpretar a Vito, y Max Adler se unió al reparto.
Vittorio Storaro es el director de fotografía. El 24 de agosto de 2015, se informó de que Willis había salido de la película debido a sus conflictos de programación con la adaptación teatral de Broadway de la novela Misery de Stephen King. El 28 de agosto de 2015, Steve Carell se unió al elenco de la película para reemplazar a Willis. En marzo de 2016, el título se confirmó y sería Café Society.

### Filmación
El rodaje de la película comenzó el 17 de agosto de 2015, en los alrededores de Los Ángeles. El 8 de septiembre de 2015, el rodaje se trasladó a la ciudad de Nueva York, además de Brooklyn. Woody Allen grabó en digital por primera vez, usando una cámara Sony F65 CineAlta para su cuadragésimo séptima película.

## Estreno
En febrero de 2016, Amazon Studios adquiere derechos de distribución de la película. En marzo de 2016, se seleccionó la película para abrir el Festival de Cannes de 2016. La película también abrirá el Festival Internacional de Cine de Seattle el 19 de mayo de 2016. Se anunció que Lionsgate se asoció con Amazon para lanzar la película el 12 de agosto de 2016. Posteriormente, se trasladó hasta al 15 de julio de 2016 con un lanzamiento limitado antes de expandirse al 22 de julio y con su estreno el 29 de julio.

## Recepción

### Crítica
En Rotten Tomatoes, la película tiene un índice de aprobación del 69%, basado en 13 comentarios, con una calificación promedio de 5.9/10. En Metacritic la película tiene una puntuación de 68 sobre 100, basado en 10 críticos, lo que indica "críticas generalmente favorables".

## Premios y nominaciones
| Premio                          | Categoría                                               | Receptores                                       | Resultado | Ref(s)        |
| ------------------------------- | ------------------------------------------------------- | ------------------------------------------------ | --------- | ------------- |
| Crítica de San Diego            | Mejor vestuario                                         | Suzy Benzinger                                   | Nominada  | [ 24 ]        |
| Crítica de St. Louis            | Mejor fotografía                                        | Vittorio Storaro                                 | Nominado  | [ 25 ] [ 26 ] |
| Gremio de Directores de Casting | Mejor casting en una comedia de estudio o independiente | Juliet Taylor, Patricia DiCerto, Meghan Rafferty | Pendiente | [ 27 ]        |
| Gremio de directores artísticos | Mejor dirección artística en película de época          | Santo Loquasto                                   | Pendiente | [ 28 ]        |